# The Invisible Band
《The Invisible Band》는 스코틀랜드의 록 밴드 트래비스의 세 번째 스튜디오 음반이다. 이 음반은 2001년 6월 11일, 영국에서 인데펜디엔테에 의해 처음 발매되었고, 하루 뒤 미국에서도 에픽 레코드에 의해 발매되었다. 음반의 제목은 '밴드가 만드는 것보다 음악이 더 중요하다'에 대한 밴드의 감정을 언급하고 있다. 밴드 프런트맨 프랜시스 힐리는 인터뷰에서 음반의 제목이 '유명한 노래는 있지만 그 자체는 유명하지 않다'는 밴드의 위상을 의미한다고 말했다. 이 음반은 영국 음반 차트에서 4주 동안 상위권을 차지하며 반년 만에 판매된 《The Man Who》보다 더 많은 판매고를 올렸다.
이 음반은 이전 음반인 《The Man Who》에 이어 밴드의 또 다른 강력한 판매였으며, 결국 영국에서 2000년대 10년간 97번째로 많이 팔린 음반이 되었다.

## 평가
| 전문가 평가          | 전문가 평가 |
| 총 점수              | 총 점수     |
| 출처                 | 점수        |
| -------------------- | ----------- |
| 메타크리틱           | 71/100      |
| 평가 점수            |             |
| 출처                 | 점수        |
| AllMusic             | [ 3 ]       |
| Entertainment Weekly | A−          |
| The Guardian         | [ 5 ]       |
| Los Angeles Times    | [ 6 ]       |
| NME                  | 8/10        |
| Pitchfork            | 6.1/10      |
| Q                    | [ 9 ]       |
| Rolling Stone        | [ 10 ]      |
| Spin                 | 6/10        |
| Uncut                | [ 12 ]      |

《The Invisible Band》는 음악 비평가들로부터 긍정적인 평가를 받았다. 주류 평론가들의 평점에 100점 만점에 정규화된 평점을 매기는 메타크리틱에서는 17개의 평점을 바탕으로 평균 71점을 받아 "일반적으로 좋은 평점"을 받았다.
《Q》 잡지는 이번 음반에 대해 "바퀴가 아직 발명되지 않은 상태에서 《The Invisible Band》는 확실한 정확성으로 그 흔적을 찾는다"고 밝혔다. 발매는 또한 "흔들리는 〈Side〉와 같은 곡들, 섬세한 〈Dear Diary〉, 반짝이는 〈Follow The Light〉는 프랜시스 힐리의 짧지만 뛰어난 작가 경력 중 최고이자 가장 완벽한 작품"이라고 말했다. 《Q》는 2001년 베스트 50 음반 중 하나로 선정되기도 했다.

## 곡 목록
모든 곡들은 프랜시스 힐리에 의해 작사/작곡하였다.
| #   | 제목                            | 재생 시간 |
| --- | ------------------------------- | --------- |
| 1.  | 〈Sing〉                        | 3:48      |
| 2.  | 〈Dear Diary〉                  | 2:57      |
| 3.  | 〈Side〉                        | 3:59      |
| 4.  | 〈Pipe Dream〉                  | 4:05      |
| 5.  | 〈Flowers in the Window〉       | 3:41      |
| 6.  | 〈The Cage〉                    | 3:05      |
| 7.  | 〈Safe〉                        | 4:23      |
| 8.  | 〈Follow the Light〉            | 3:08      |
| 9.  | 〈Last Train〉                  | 3:16      |
| 10. | 〈Afterglow〉                   | 4:05      |
| 11. | 〈Indefinitely〉                | 3:52      |
| 12. | 〈The Humpty Dumpty Love Song〉 | 5:02      |